# (2006) Polonskaya
(2006) Polonskaya – planetoida z pasa głównego.

## Odkrycie
Planetoida została odkryta 22 września 1973 roku w przez Nikołaja Czernycha. Jej nazwa pochodzi od nazwiska astronom Heleny Kazimierczak-Połońskiej. Przed nadaniem nazwy planetoida nosiła oznaczenie tymczasowe (2006) 1973 SB3.

## Orbita
Orbita (2006) Polonskaya nachylona jest do płaszczyzny ekliptyki pod kątem 4,92°. Na jeden obieg wokół Słońca ciało to potrzebuje 3 lat i 198 dni, krążąc w średniej odległości 2,32 au od naszej Słońca.

## Właściwości fizyczne
(2006) Polonskaya ma średnicę ok. 10 km. Jej jasność absolutna to 12,9m. Okres obrotu wokół własnej osi wynosi ok. 3 godziny i 7 minut.

## Księżyc planetoidy
1 listopada 2005 roku astronomowie z obserwatorium w Ondřejovie donieśli o możliwości istnienia w towarzystwie tej planetoidy księżyca. Ma on najprawdopodobniej średnicę ok. 3 km. Obydwa ciała obiegają wspólny środek masy w czasie 19 godziny i 9 minut. Średnia ich odległość od siebie to ok. 24 km.
Księżyc ten został tymczasowo oznaczony S/2005 (2006) 1.